# Kostelec na Hané
Kostelec na Hané (en allemand : Kosteletz in der Hanna) est une ville du district de Prostějov, dans la région d'Olomouc, en Tchéquie. Sa population s'élevait à 2 832 habitants en 2025.

## Géographie
Kostelec na Hané est arrosée par la rivière Romže, un affluent de la Morava, et se trouve à 6 km au nord-ouest de Prostějov, à 17 km au sud-ouest d'Olomouc et à 199 km à l'est-sud-est de Prague.

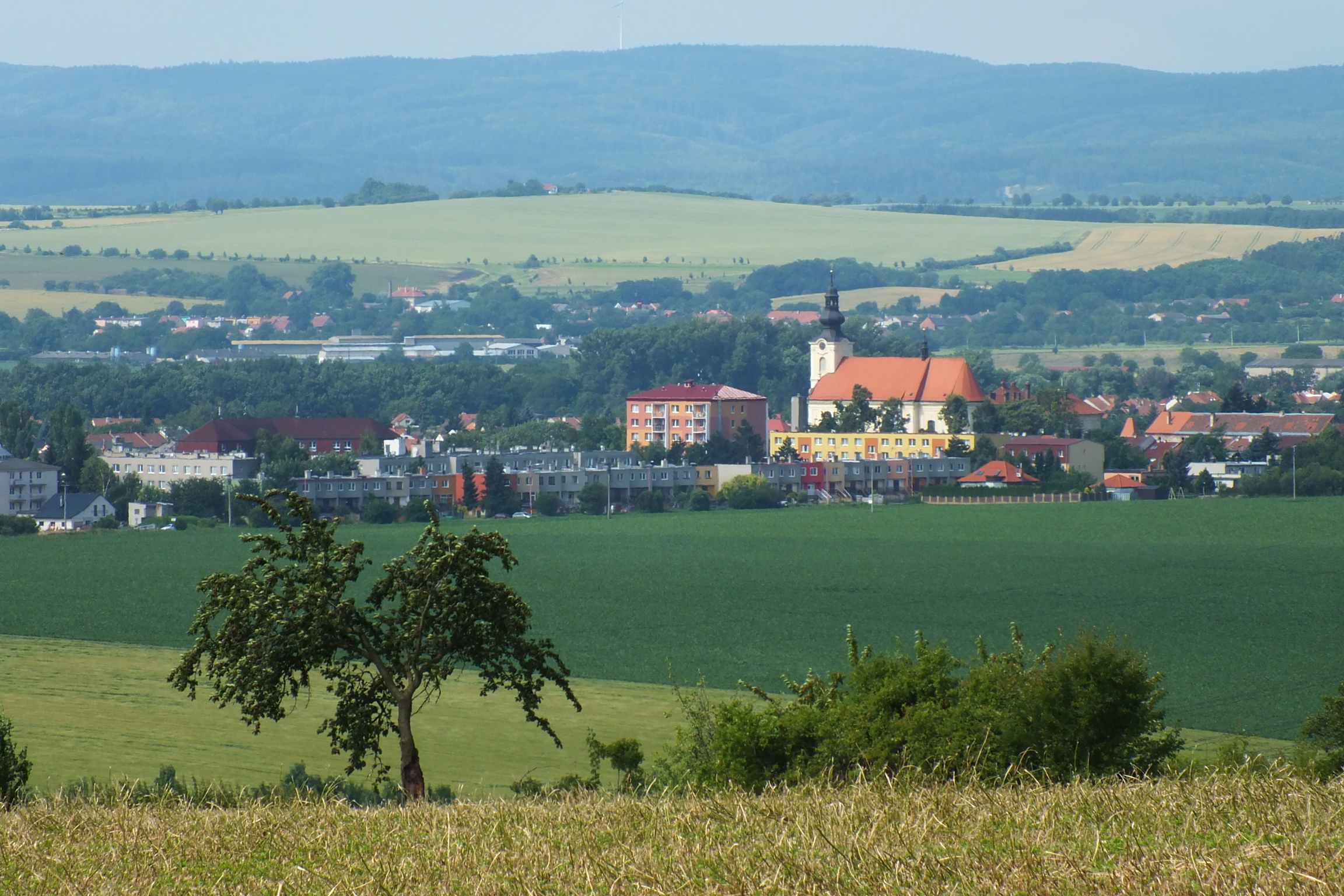
Kostelec na Hané : vue générale.

La commune est limitée par Stařechovice et Čelechovice na Hané au nord, par Smržice à l'est, par Mostkovice au sud, par Bílovice-Lutotín au sud-ouest, et par Hluchov à l'ouest.

## Histoire
La première mention écrite de la localité date de 1273.

## Transports
Par la route, Kostelec na Hané se trouve à 7 km de Prostějov, à 20 km d'Olomouc et à 250 km de Prague.